# Galvarino Riveros Cárdenas
José Galvarino Riveros Cárdenas (b. en Valdivia, 2 de diciembre de 1829-Santiago, 11 de enero de 1892) fue un marino chileno que alcanzó el grado de contraalmirante. Tuvo una destacada actuación en la Guerra del Pacífico. Nombrado Comandante en Jefe de la Escuadra y comandante del blindado Blanco Encalada; el día 8 de octubre de 1879, en la batalla naval de Angamos, capturó al monitor peruano Huáscar obteniendo el dominio del mar que le permitió a Chile ganar la guerra. Casado, no tuvo hijos.

## Primeros años
Fue bautizado en Valdivia el 2 de diciembre de 1829 y pasó los primeros años de su vida en Changüitad, cerca del pueblo de Curaco de Vélez, en la isla de Quinchao, Chiloé. Hijo de Juan Antonio Riveros y de Mercedes Cárdenas. El padre fue capitán del ejército independentista chileno y la madre, hija de un oficial del Real Ejército de Chiloé que defendió la pertenencia del archipiélago al imperio español.
No se sabe de sus primeros años solo que en 1843, después de haber fallecido su padre, fue enviado a Santiago para que ingresara a la Academia Militar para seguir la carrera naval siendo nombrado cadete militar el 31 de diciembre de 1843.

## Carrera naval

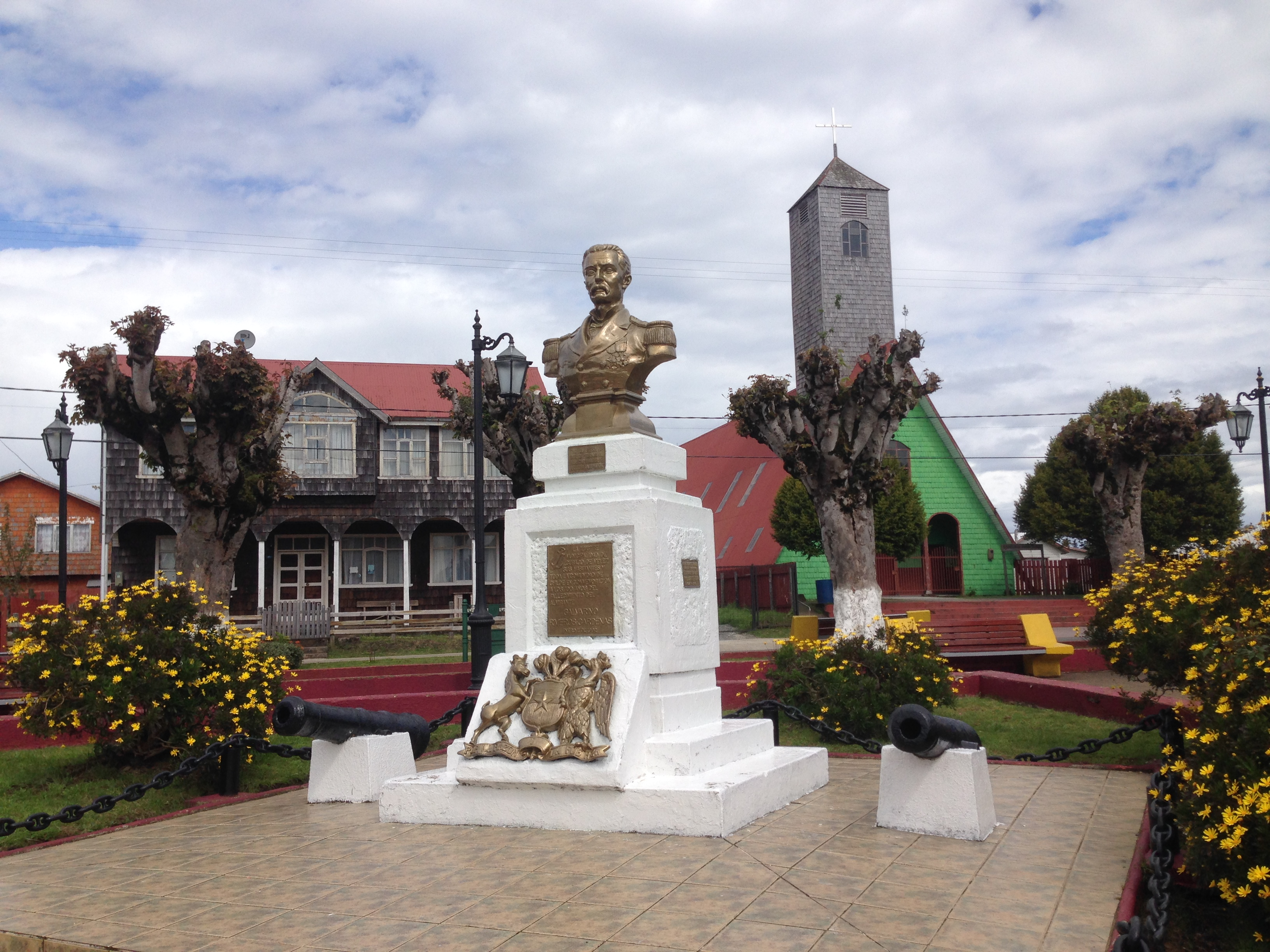
Monumento a Galvarino Riveros Cárdenas en Curaco de Vélez.

Egresó de la Academia Militar el 28 de marzo de 1848 con el grado de guardiamarina sin examen. Se embarcó en la fragata Chile. En 1849 fue transbordado a la fragata francesa Poursuivant en la que navegó hasta la Oceanía y California, al regreso fue reconocido como guardiamarina examinado.
Navegó en la barca Infatigable y entre los años 1852 y 1854 fue parte de la dotación de la corbeta Constitución. El 7 de enero de 1856, estando embarcado en el bergantín Ancud ascendió a teniente 1°.
El 3 de enero de 1859 ascendió a capitán de corbeta y fue nombrado director interino de la Escuela Naval. En septiembre del mismo año fue nombrado comandante del vapor Maule. El 13 de septiembre fue nombrado nuevamente director interino de la Escuela Naval hasta el 1 de agosto de 1865 en que tomó el mando del vapor Independencia. El 11 de septiembre de 1865 ascendió a capitán de fragata y fue designado comandante de los Arsenales. El 3 de septiembre de 1866 fue nombrado comandante del vapor Concepción. 
En 1868 tomó el mando del vapor Maule y se integró a la Escuadra del almirante Williams Rebolledo. En 1869 fue nombrado inspector de la Gobernación Marítima y en 1872 fue nombrado Gobernador Marítimo de Valparaíso. Ascendió a capitán de navío. En 1878 tomó el mando del blindado Blanco Encalada.

### Guerra del Pacífico

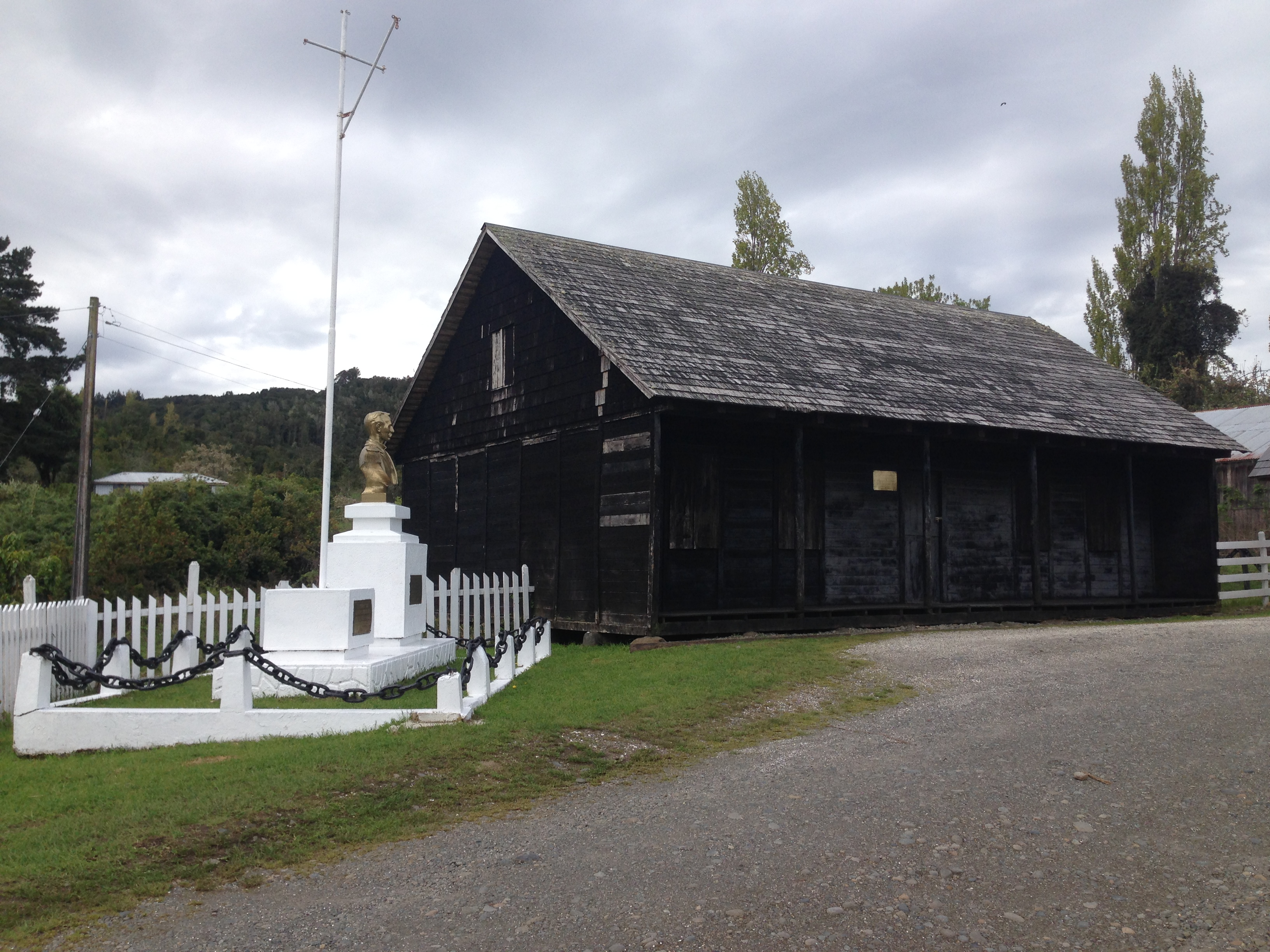
Casa Museo Galvarino Riveros Cárdenas en Changüitad, Curaco de Vélez.

Al estallar la Guerra del Pacífico fue designado comandante del blindado Blanco Encalada y jefe de una división integrada por la corbeta O'Higgins bajo el mando del capitán de corbeta Jorge Montt Álvarez, la cañonera Magallanes al mando del capitán de fragata Carlos Condell de la Haza y el transporte Amazonas al mando del comandante Manuel Thomson Porto Mariño. 
Cuando el almirante Juan Williams Rebolledo renunció al mando de la Escuadra asumió el mando de esta manteniendo la comandancia del blindado Blanco Encalada. El 8 de octubre de 1879, siguiendo el plan del ministro de guerra en campaña, Rafael Sotomayor, capturó al monitor peruano Huáscar. Al fin del mismo mes fue ascendido al grado de contraalmirante. 
Continuó apoyando al ejército especialmente en las batallas de Chorrillos y Miraflores. Terminadas las acciones navales regresó a Chile con parte del ejército expedicionario habiéndole entregado el mando en jefe de la Escuadra al capitán de navío Juan José Latorre Benavente en abril de 1881

### Retiro
Una vez en tierra prestó servicios como miembro de la Comisión Calificadora de Oficiales hasta el 20 de agosto de 1881 en que obtuvo el retiro de la Armada.

## Últimos años y exhumación
Poco se conoce acerca de la actividad que desarrolló Riveros durante los casi diez años de retiro. Vivía en Santiago; se le veía solo con su esposa Domitila pues no tuvieron hijos.
Falleció en Santiago el 11 de enero de 1892 a los sesenta y dos años de edad siendo enterrado en el cementerio General de la misma ciudad. El 5 de octubre de 1998 fue exhumado y sus restos fueron trasladados hasta Curaco de Vélez y días después depositados en una cripta erigida en la plaza del pueblo.